# 亜聖
亜聖（あせい）は、「聖人に次ぐ人」の意。特に、孔子を聖人としたときの孟子あるいは顔回のこと。狭義には孟子を指す。
現在でも中華民国は孟子の子孫を世襲公務員である亜聖奉祀官に任じている 。